# Furcraea foetida
Furcraea foetida är en sparrisväxtart som först beskrevs av Carl von Linné, och fick sitt nu gällande namn av Adrian Hardy Haworth. Furcraea foetida ingår i släktet Furcraea och familjen sparrisväxter. Inga underarter finns listade i Catalogue of Life.

## Bildgalleri

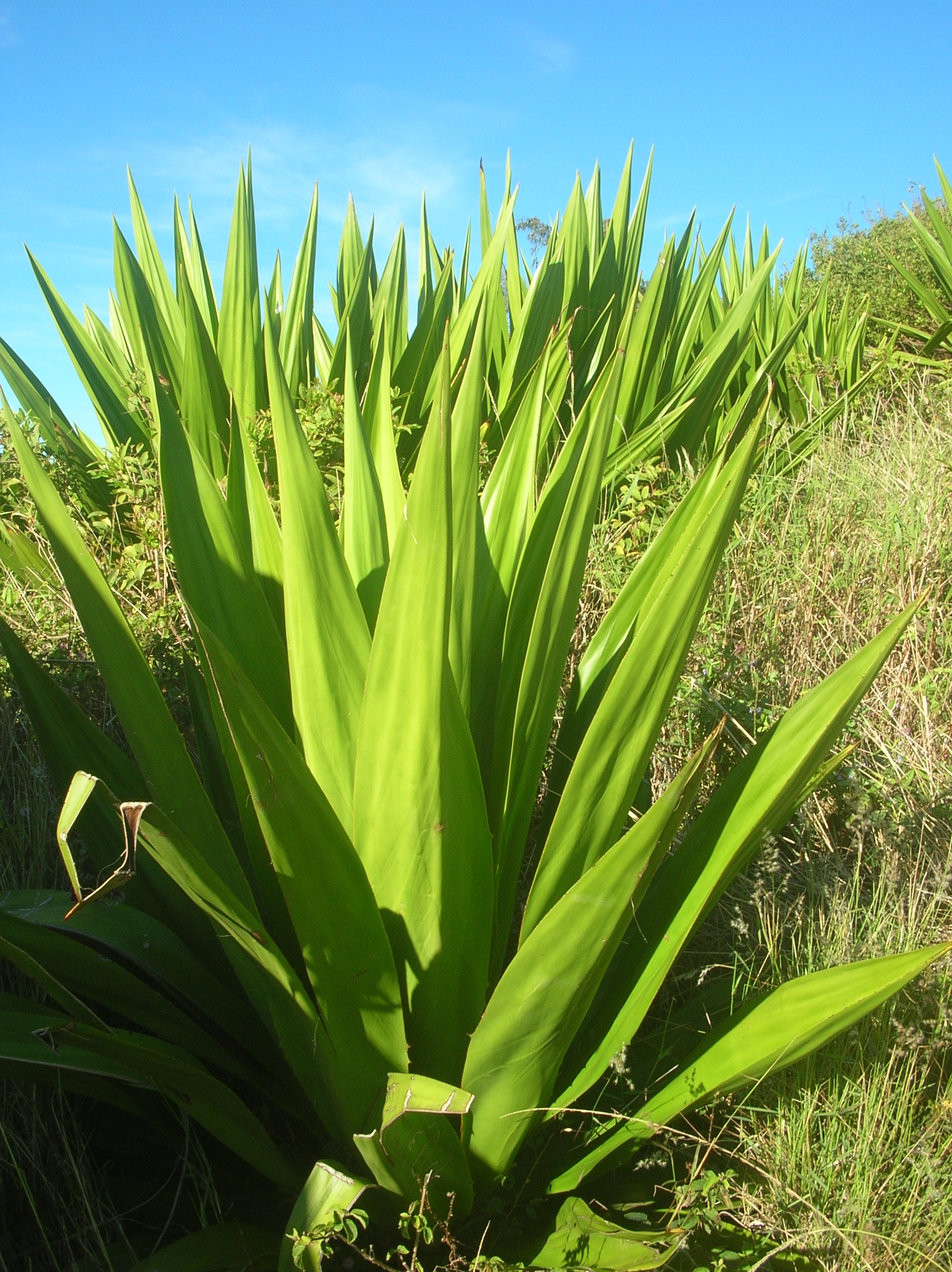
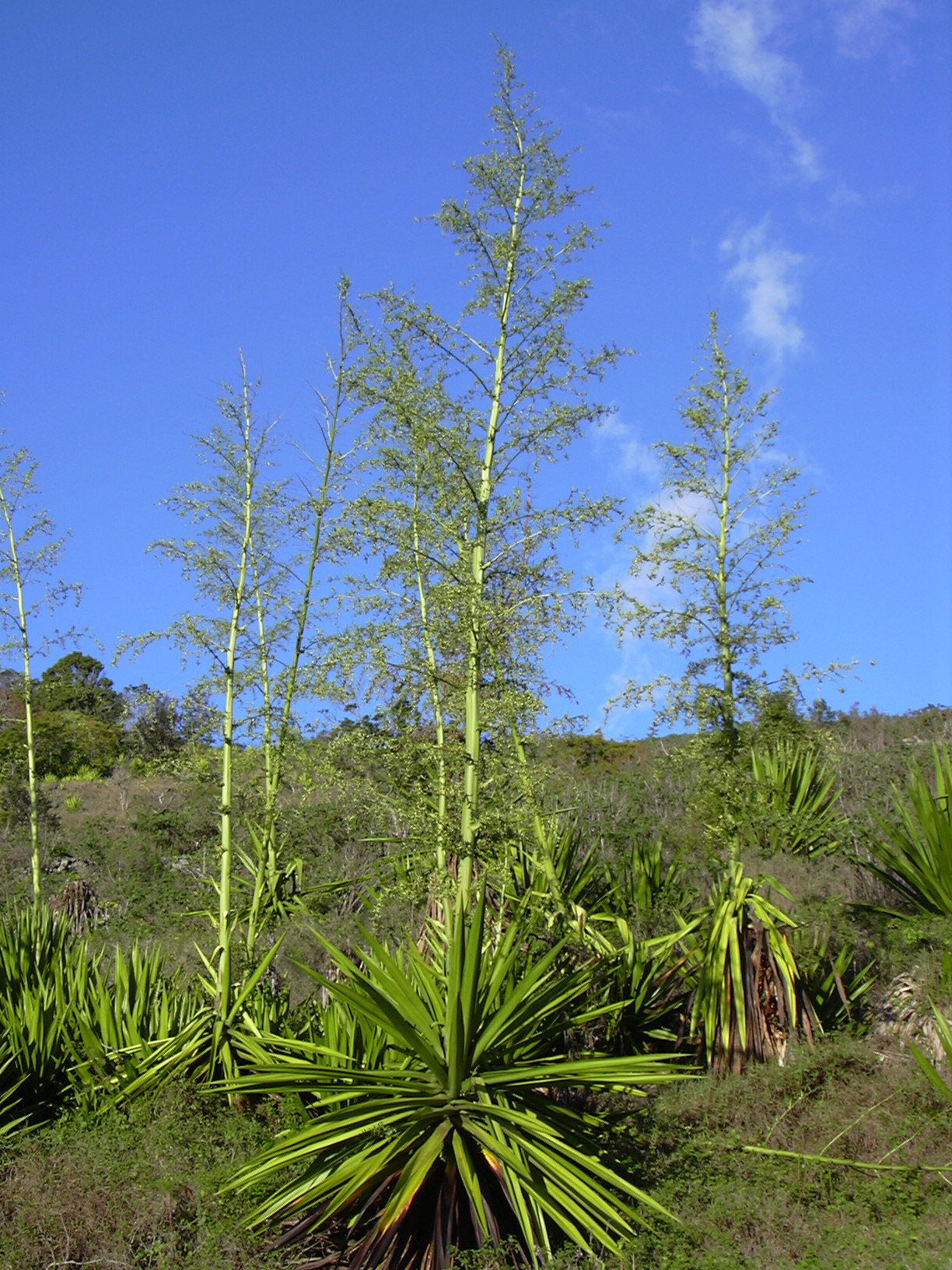
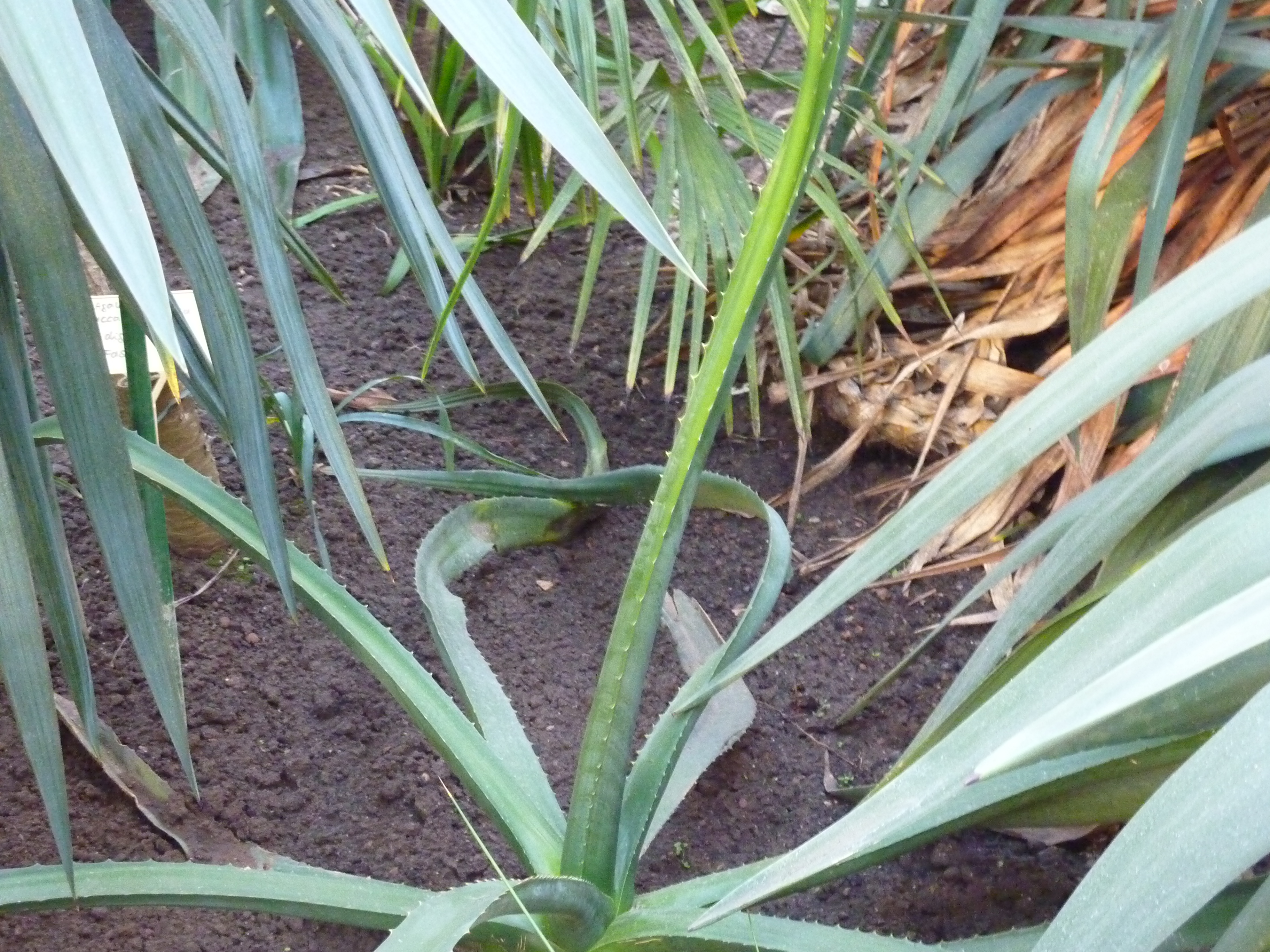
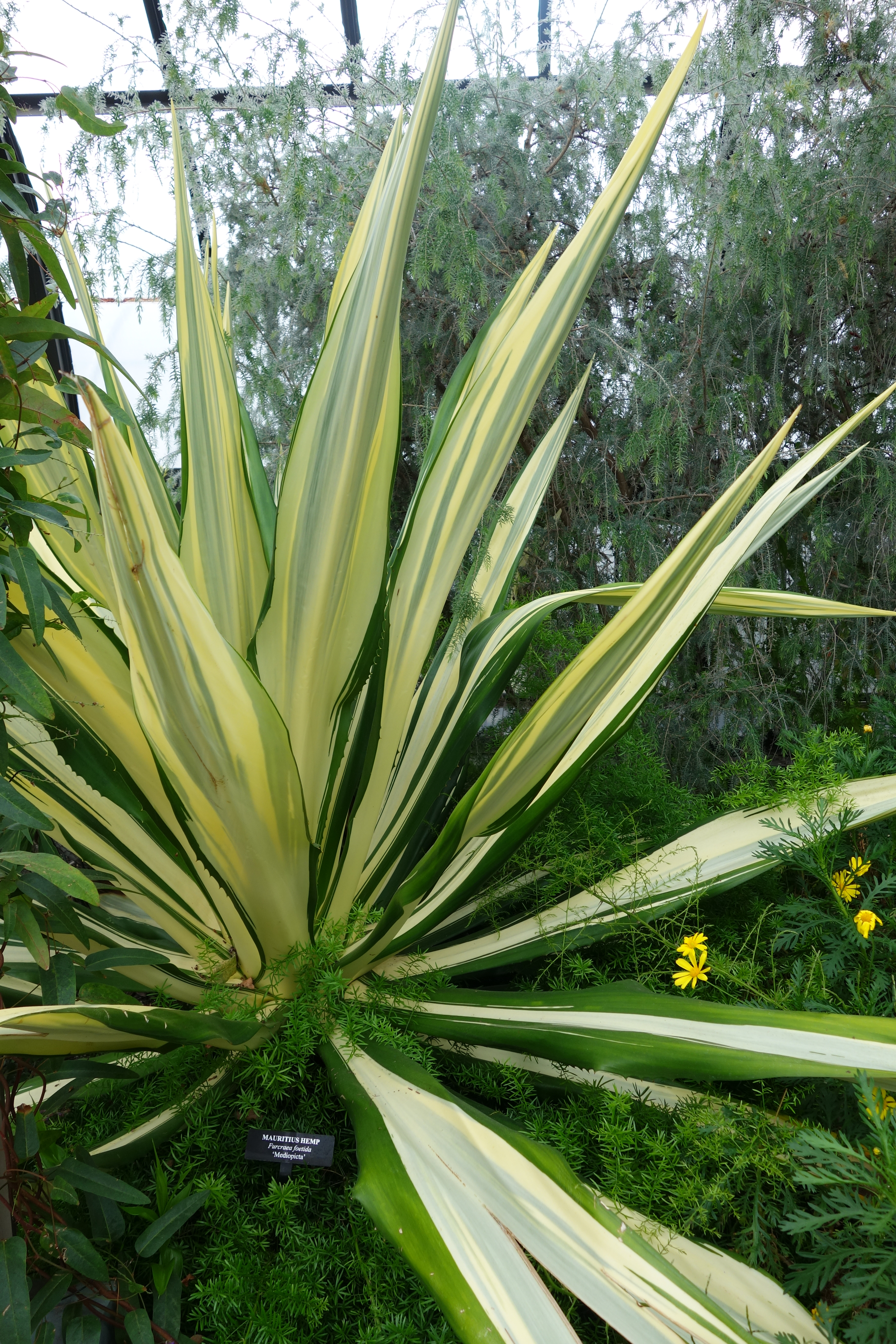
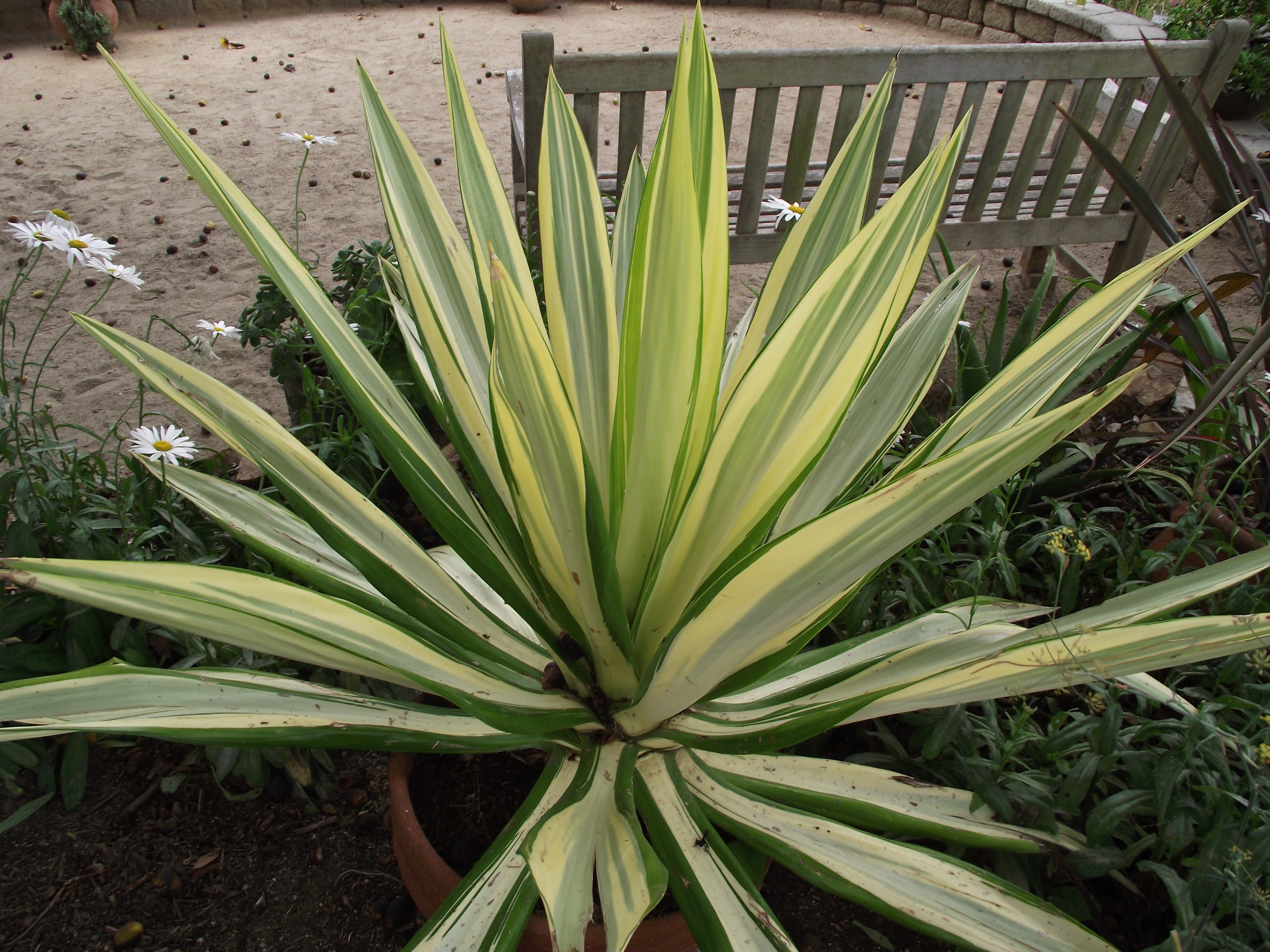